# Raad van State (Monaco)
De Raad van State van het prinsdom Monaco is het belangrijkste juridisch adviesorgaan van de Monegaskische overheidsinstellingen. De naam in het Frans is Conseil d’Etat en in het Monegaskisch Cunsiyu de Statu.
De werking van de Raad van State is vastgelegd met de grondwetsherziening van 1962, herzien in 2002. Artikel 52 van de grondwet bepaalt dat de Raad van State haar advies geeft over wetsvoorstellen van het parlement (Conseil National) en over ontwerpen van ordonnanties van de Soeverein. Artikel 52 bepaalt verder dat de Raad van State kan geconsulteerd worden voor advies over eender welke juridisch-reglementaire zaak.
De werking en benoeming worden geregeld door ordonnanties van de Soeverein. Zo bepaalt een ordonnantie van 29 mei 1964 onder meer dat de voorzitter van de Raad van State van rechtswege het diensthoofd is van de juridische dienst van het prinsdom. In totaal zetelen er twaalf staatsraden die alle gekozen en benoemd zijn door de Soeverein, na advies gekregen te hebben van de minister van Staat en de staatssecretaris van Justitie.
De Soeverein bepaalt verder welke deliberaties er gepubliceerd worden in de Journal de Monaco, en dus publiek toegankelijk zijn.